# وتنتو
وتنتو (به لاتین: Vatanato) یک سکونتگاه مسکونی در ماداگاسکار است که در آتسیمو-آتسینانانا واقع شده‌است.

## خصوصیات
وتنتو ۹٬۰۰۰ نفر جمعیت دارد و ۶۸ متر بالاتر از سطح دریا واقع شده‌است.